# Aeroporto di Cervia
L'aeroporto di Cervia (ICAO: LIPC), situato nella località di Pisignano, è un aeroporto militare sede dal 5 ottobre 2010 del 15º Stormo dell'Aeronautica Militare Italiana; precedentemente era sede del 5º Stormo intitolato a Giuseppe Cenni (Medaglia d'oro al valor militare).
Qui ha operato fino al giugno 2010 il Reparto di Volo 23º Gruppo Caccia facente parte del 5º Stormo, con i velivoli F16 A/B nella variante ADF “VIPER” in sostituzione dei vecchi F104 ASA-M "Starfighter".
Due esemplari di questo caccia intercettore, nella loro ultima livrea monogrigio "air superiority",  sono conservati come "Gate Guardian" all'interno dell'area aeroportuale.
In precedenza la base aveva ospitato l'8º Stormo con il suo 101º Gruppo CBR (caccia bombardieri ricognitori) dotato, a partire dal marzo 1971, del velivolo di fabbricazione interamente italiana Aeritalia G-91Y.